# Oklavalı, Eleşkirt
Oklavalı là một xã thuộc huyện Eleşkirt, tỉnh Ağrı, Thổ Nhĩ Kỳ. Dân số thời điểm năm 2011 là 821 người.